# 桃山文化

狩野永德『唐獅子圖屏風』

桃山文化（安土桃山文化）是指日本桃山時代文化。桃山藝術（1573年至1615年）以秀吉在伏見（京都南方）修建的城堡小山為名，在安土桃山时代十分繁榮。這個時期由于對世界產生了興趣，以大都市為中心的經濟發展，商業手工業者地位上升使得此時的藝術顯得富麗而奢華。華麗的城堡建築和室內裝飾，用金葉子修飾的彩繪屏風，展現了大名的實力和財富。